# Kalliosaari (ö i Norra Savolax, Nordöstra Savolax, lat 63,14, long 28,65)
Kalliosaari är en ö i Finland. Den ligger i sjön Soppi och i kommunen Kuopio (tidigare Juankoski)  i den ekonomiska regionen  Nordöstra Savolax ekonomiska region  och landskapet Norra Savolax, i den centrala delen av landet, 400 km nordost om huvudstaden Helsingfors. Öns area är omkring 260 kvadratmeter och dess största längd är 30 meter i sydöst-nordvästlig riktning.